# Ezel Akay

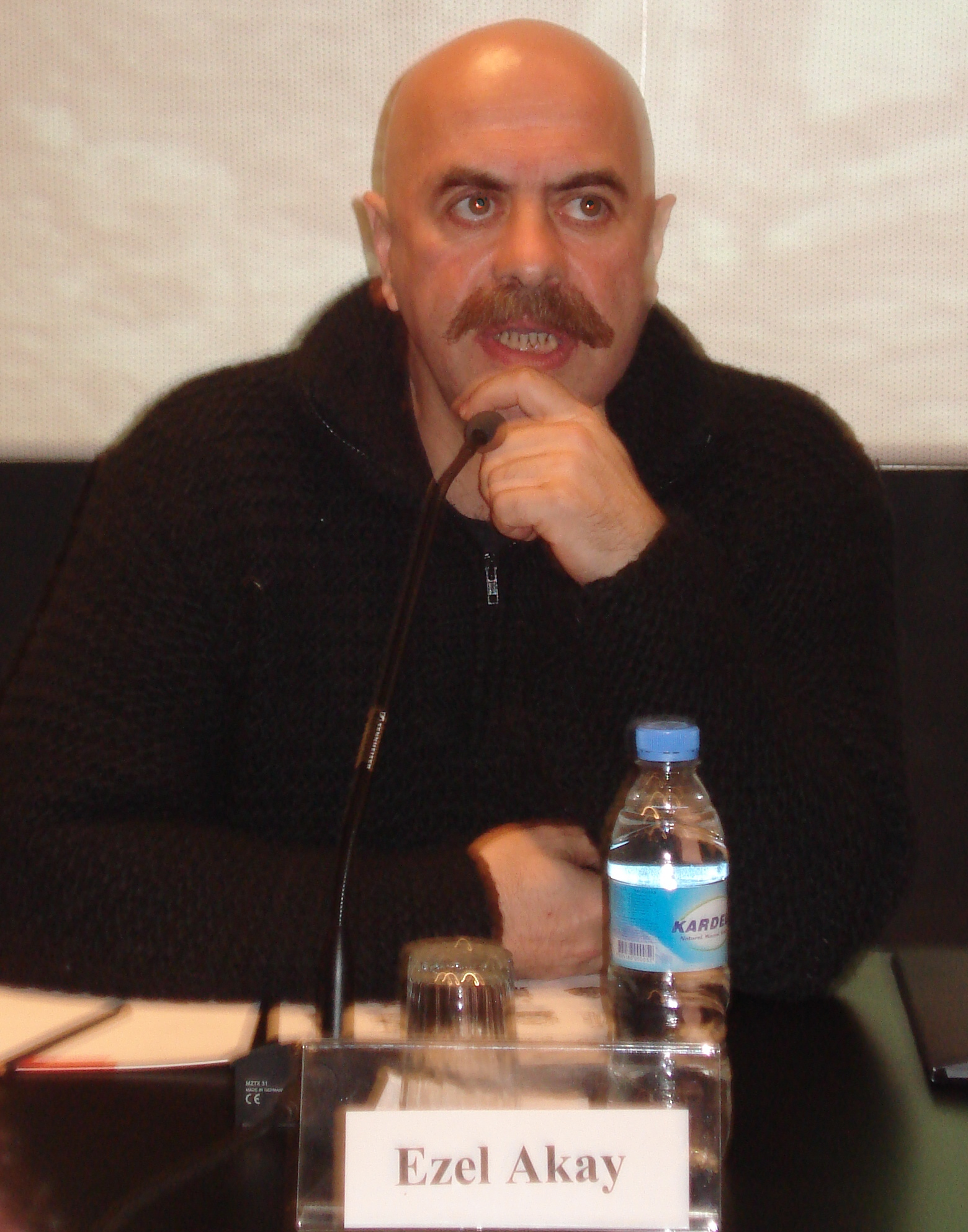
Ezel Akay (2009)

Ezel Akay (* 1961) ist ein türkischer Schauspieler, Filmregisseur und Filmproduzent.

## Leben und Wirken
Ezel Akay wurde 1961 geboren. Nachdem er an der Fakultät für Ingenieurwesen an der Bosporus-Universität seinen Studienabschluss erreicht hatte, absolvierte er an der US-amerikanischen Villanova University eine Schauspielausbildung.
Bevor Ezel Akay als Mitbegründer der türkischen Filmproduktionsfirma IFR in der türkischen Filmbranche aktiv wurde, arbeitete er unter anderem als Werbetexter, Theaterregisseur und -schauspieler. Seit der Gründung seiner Produktionsfirma IFR hat er bei mehr als 500 Werbefilmen Regie geführt.
1996 produzierte er gemeinsam mit dem türkischen Filmregisseur Dervis Zaim dessen mehrfach national und international prämierten türkischen Kinofilm Tabutta Rövasata. Mit dem in der Türkei mehrfach mit Preisen ausgezeichneten Firuze, wo bist du? führte Ezel Akay 2004 dann zum ersten Mal Regie bei einem Spielfilm. Seine Regiearbeiten Firuze, wo bist du?, Hinrichtung der Schatten und 7 Ehemänner für Hurmuz kamen auch in die deutschen Kinos.

## Filmografie (Auswahl)
- 1996: Tabutta rövasata (Produzent)
- 2001: Filler ve Çimen (Darsteller)
- 2001: The Waterfall (Produzent, Darsteller)
- 2004: Firuze, wo bist du? (Neredesin Firuze), (Regisseur)
- 2005: Diebstahl alla turca (Hirsiz var!), (Darsteller)
- 2006: Hinrichtung der Schatten (Hacivat Karagöz neden öldürüldü?), (Produzent, Drehbuchautor, Regisseur und Darsteller)
- 2006: Eve giden yol 1914 (Darsteller)
- 2007: Adem'in trenleri (Darsteller)
- 2007: Sözün bittigi yer (Darsteller)
- 2007: Hicran Sokagi (Darsteller)
- 2009: 7 Ehemänner für Hurmuz (7 kocali Hürmüz), (Regisseur, Darsteller)
- 2020: 9 Kere Leyla, (Regisseur)